# Saxetania elbursiana
Saxetania elbursiana is een rechtvleugelig insect uit de familie Pamphagidae. De wetenschappelijke naam van deze soort is voor het eerst geldig gepubliceerd in 1929 door Ramme.